# Rheurdt

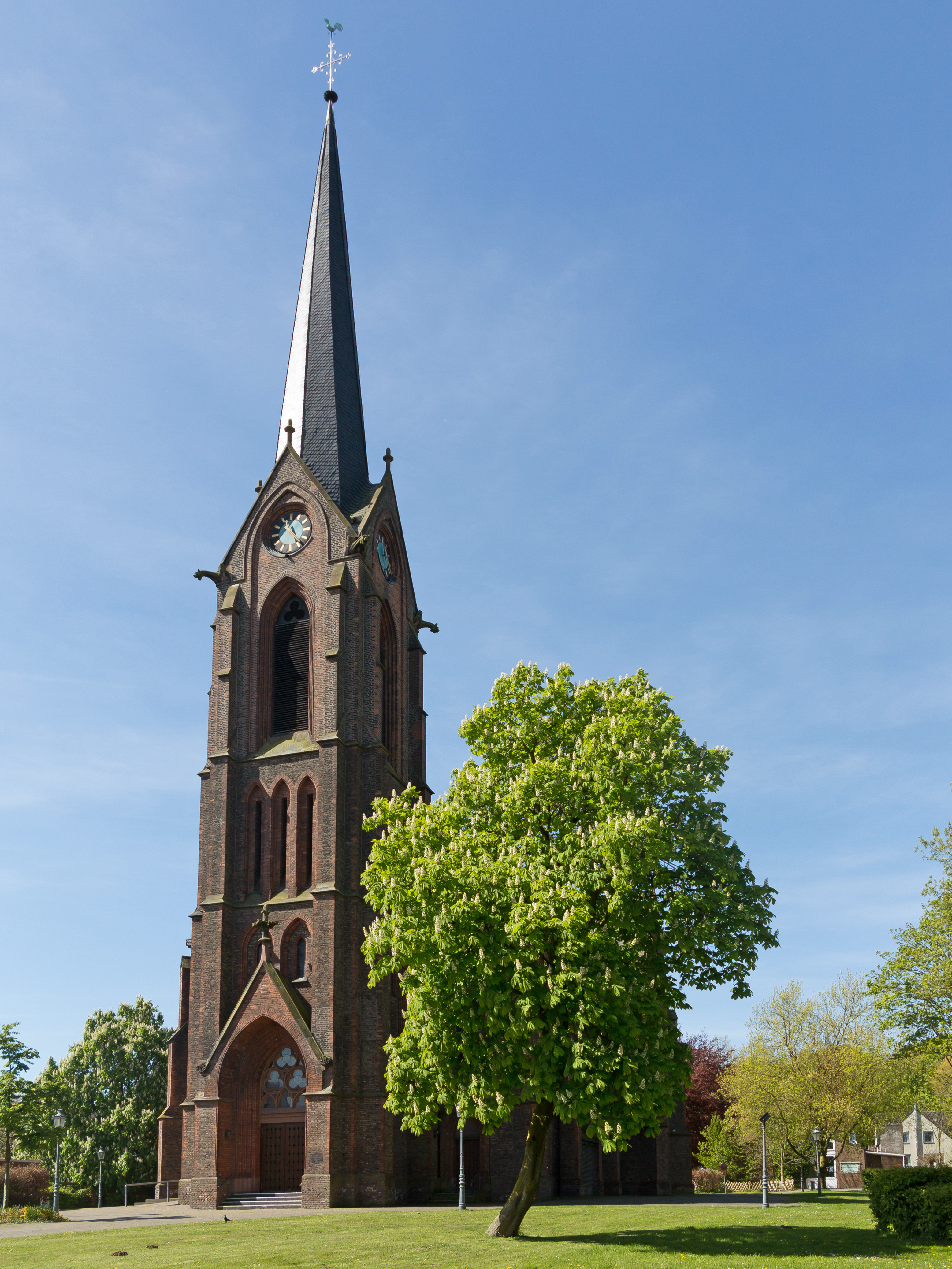
Rheurdt, l'église: Pfarrkirche Sankt Nikolaus

Rheurdt est une commune de Rhénanie-du-Nord-Westphalie (Allemagne), située dans l'arrondissement de Clèves, dans le district de Düsseldorf.

## Personnalités liées à la ville
- Viktor Dammertz (1929-2020), évêque né à Schaephuysen.